# Heteropoda jasminae
Heteropoda jasminae là một loài nhện trong họ Sparassidae.
Loài này thuộc chi Heteropoda. Heteropoda jasminae được Peter Jäger miêu tả năm 2008.